# Associazione Calcio Venezia 1998-1999
Questa voce raccoglie le informazioni riguardanti l'Associazione Calcio Venezia nelle competizioni ufficiali della stagione 1998-1999

## Stagione
Nella stagione 1998-1999 il Venezia disputa il massimo campionato, vi raccoglie 42 punti che valgono l'undicesimo posto della classifica.
La squadra arancioneroverde del presidente Maurizio Zamparini e di mister Walter Novellino, da neopromossa in Serie A, disputa un pessimo girone di andata; la prima vittoria arriva solo a metà novembre (2-0) alla Lazio, chiudendo poi il girone in penultima posizione con 15 punti. Segue tuttavia un eccellente girone di ritorno nel quale raccoglie ben 27 punti, lasciando definitivamente le zone basse della classifica e mantenendo la categoria.
Il ribaltone dei lagunari è stato propiziato dalle 12 reti segnate dal centravanti padovano Filippo Maniero, arrivato dal Milan, ma soprattutto dall'azzeccato innesto a gennaio di Alvaro Recoba, fantasista uruguaiano chiesto in prestito all'Inter, autore di 10 reti in 19 incontri giocati.
Nella Coppa Italia i lagunari eliminano nei sedicesimi il Cagliari, mentre nel doppio confronto degli ottavi escono per mano della Juventus, dopo i tempi supplementari, con due pareggi e solo per la regola dei gol in trasferta.

## Divise e sponsor

Álvaro Recoba, chiave di volta della stagione veneziana, qui in azione con la prima divisa nera.

Per la stagione 1998-1999 il Venezia adotta una divisa interamente nera con una fantasia arancio e verde sulla parte superiore destra. Queste divise sono state prodotte dalla Kronos, mentre lo sponsor ufficiale è ancora l'Emmezeta.
| Casa | Trasferta |

## Organigramma societario
Area direttiva
- Presidente: Maurizio Zamparini
- Vice Presidente: Emilio Tempestini
- Amministratore delegato: Enzo Cainero
- Direttore Generale: Giuseppe Marotta

Area organizzativa
- Segretario generale: Stefano Bazzacco
- Segretario organizzativo:  Federica Ongaro
- Segretario amministrativo: Daniela De Angeli e Giorgia Carlot
- Team manager: Bruno Musco

Area tecnica
- Allenatore: Walter Novellino

## Rosa
| N. |                    | Ruolo | Calciatore                |
| -- | ------------------ | ----- | ------------------------- |
| 1  | Italia (bandiera)  | P     | Massimo Taibi             |
| 2  | Italia (bandiera)  | D     | Daniele Carnasciali       |
| 3  | Italia (bandiera)  | D     | Fabiano Ballarin          |
| 4  | Italia (bandiera)  | C     | Giuseppe Iachini          |
| 5  | Italia (bandiera)  | D     | Gianluca Luppi (capitano) |
| 6  | Italia (bandiera)  | D     | Simone Pavan              |
| 7  | Italia (bandiera)  | D     | Alessandro Dal Canto      |
| 8  | Italia (bandiera)  | C     | Sergio Volpi              |
| 9  | Italia (bandiera)  | A     | Stefan Schwoch            |
| 10 | Italia (bandiera)  | C     | Ivone De Franceschi       |
| 11 | Italia (bandiera)  | A     | Stefano Gioacchini        |
| 12 | Italia (bandiera)  | P     | Alessio Bandieri          |
| 13 | Italia (bandiera)  | C     | Luigi Giandomenico        |
| 14 | Italia (bandiera)  | D     | Nicola Marangon           |
| 15 | Nigeria (bandiera) | A     | Kenneth Zeigbo            |
| 16 | Italia (bandiera)  | D     | Marco Fabris              |
| 17 | Italia (bandiera)  | C     | Salvatore Miceli          |
| 18 | Brasile (bandiera) | D     | Fábio Bilica              |
| 19 | Italia (bandiera)  | C     | Mauro Zironelli           |
| 20 | Italia (bandiera)  | A     | Filippo Maniero           |

| N. |                     | Ruolo | Calciatore              |
| -- | ------------------- | ----- | ----------------------- |
| 21 | Italia (bandiera)   | P     | Nicola Riato            |
| 22 | Brasile (bandiera)  | C     | Tácio                   |
| 23 | Italia (bandiera)   | D     | Emanuele Brioschi       |
| 24 | Italia (bandiera)   | C     | Fabian Natale Valtolina |
| 26 | Italia (bandiera)   | C     | Francesco Pedone        |
| 28 | Italia (bandiera)   | C     | Enrico Buonocore        |
| 29 | Brasile (bandiera)  | A     | Tuta                    |
| 27 | Italia (bandiera)   | A     | Pierpaolo Bresciani     |
| 19 | Italia (bandiera)   | D     | Alessandro Pistone      |
| 13 | Italia (bandiera)   | C     | Andrea De Cecco         |
| 30 | Germania (bandiera) | C     | Gerhard Poschner        |
| 11 | Uruguay (bandiera)  | A     | Álvaro Recoba           |
| 31 | Ghana (bandiera)    | A     | Augustine Ahinful       |
|    | Italia (bandiera)   | P     | Francesco Benussi       |
| 25 | Italia (bandiera)   | D     | Maurizio Coletto        |
|    | Italia (bandiera)   | D     | Alberto Faloppa         |
|    | Italia (bandiera)   | C     | Jerry Basso             |
|    | Italia (bandiera)   | A     | Michele Cossato         |
|    | Italia (bandiera)   | A     | Andrea Soncin           |

## Risultati

### Serie A

#### Girone di andata
| Arbitro: | Cesari (Genova) |

|               |           |  |
| Zambrotta 10’ | Marcatori |  |

| Venezia 20 settembre 1998 2ª giornata | Venezia         | 0 – 0 referto | Parma | Stadio Pierluigi Penzo\| Arbitro: \| Boggi (Salerno) \| |
| Arbitro:                              | Boggi (Salerno) |               |       |                                                         |

| Arbitro: | Treossi (Forlì) |

|                    |           |  |
| Delvecchio 1’, 14’ | Marcatori |  |

| Arbitro: | Ceccarini (Livorno) |

|  |           |                          |
|  | Marcatori | 3’ Bierhoff 68’ Leonardo |

| Arbitro: | De Santis (Tivoli) |

|           |           |  |
| Olive 35’ | Marcatori |  |

| Arbitro: | Braschi (Prato) |

|                       |           |             |
| M. Amoroso 37’ (rig.) | Marcatori | 57’ Schwoch |

| Arbitro: | Bazzoli (Merano) |

|  |           |                          |
|  | Marcatori | 72’ Binotto 95’ Eriberto |

| Arbitro: | De Santis (Tivoli) |

|                                                      |           |                    |
| Padalino 23’ Batistuta 40’, 65’ Rui Costa 64’ (rig.) | Marcatori | 42’ (rig.) Schwoch |

| Arbitro: | Bolognino (Milano) |

|                    |           |  |
| Tuta 5’ Pedone 38’ | Marcatori |  |

| Arbitro: | Racalbuto (Gallarate) |

|                   |           |  |
| Bilica 20’ (aut.) | Marcatori |  |

| Venezia 29 novembre 1998 11ª giornata | Venezia                                 | 0 – 0 referto | Sampdoria | Stadio Pierluigi Penzo\| Arbitro: \| Pellegarino (Barcellona Pozzo di Gotto) \| |
| Arbitro:                              | Pellegarino (Barcellona Pozzo di Gotto) |               |           |                                                                                 |

| Arbitro: | De Santis (Tivoli) |

|  |           |                       |
|  | Marcatori | 67’ (aut.) Zanoncelli |

| Venezia 13 dicembre 1998 13ª giornata | Venezia         | 0 – 0 referto | Piacenza | Stadio Pierluigi Penzo\| Arbitro: \| Treossi (Forlì) \| |
| Arbitro:                              | Treossi (Forlì) |               |          |                                                         |

| Vicenza 20 dicembre 1998 14ª giornata | Vicenza           | 0 – 0 referto | Venezia | Stadio Romeo Menti\| Arbitro: \| Messina (Bergamo) \| |
| Arbitro:                              | Messina (Bergamo) |               |         |                                                       |

| Arbitro: | Treossi (Forlì) |

|                                |           |                                     |
| Valtolina 54’ Maniero 76’, 86’ | Marcatori | 17’ (rig.), 38’ (rig.) A. Di Napoli |

| Arbitro: | Borriello (Mantova) |

|                                                      |           |                  |
| Ronaldo 4’, 72’ R. Baggio 24’ Zamorano 29’, 42’, 47’ | Marcatori | 20’, 90’ Maniero |

| Arbitro: | De Santis (Tivoli) |

|           |           |             |
| Pedone 6’ | Marcatori | 54’ Fonseca |

#### Girone di ritorno
| Arbitro: | Racalbuto (Gallarate) |

|                     |           |                 |
| Maniero 9’ Tuta 90’ | Marcatori | 51’ De Ascentis |

| Arbitro: | Bazzoli (Merano) |

|                          |           |                  |
| D. Baggio 16’ Chiesa 86’ | Marcatori | 45’, 52’ Maniero |

| Arbitro: | Treossi (Forlì) |

|                                    |           |               |
| Recoba 2’ Maniero 28’ Ballarin 66’ | Marcatori | 68’ Di Biagio |

| Arbitro: | Rosetti (Torino) |

|                               |           |          |
| Guglielminpietro 39’ Ganz 53’ | Marcatori | 70’ Tuta |

| Arbitro: | Bazzoli (Merano) |

|                        |           |            |
| Recoba 13’ Maniero 47’ | Marcatori | 92’ Bucchi |

| Arbitro: | Farina (Novi Ligure) |

|                   |           |  |
| Recoba 83’ (rig.) | Marcatori |  |

| Arbitro: | Ceccarini (Livorno) |

|                              |           |                    |
| K. Andersson 72’ Signori 85’ | Marcatori | 24’ (rig.) Maniero |

| Arbitro: | Messina (Bergamo) |

|                                 |           |                        |
| Recoba 18’, 47’, 91’ Miceli 42’ | Marcatori | 88’ (rig.) C. Esposito |

| Arbitro: | Boggi (Salerno) |

|                                    |           |  |
| Sergio Conceiçao 8’ Mihajlovic 14’ | Marcatori |  |

| Venezia 3 aprile 1999 27ª giornata | Venezia                     | 0 – 0 referto | Salernitana | Stadio Pierluigi Penzo\| Arbitro: \| Serena (Bassano del Grappa) \| |
| Arbitro:                           | Serena (Bassano del Grappa) |               |             |                                                                     |

| Arbitro: | Pellegrino (Barcellona Pozzo di Gotto) |

|                             |           |               |
| Montella 6’ (rig.) Caté 72’ | Marcatori | 52’ Valtolina |

| Arbitro: | Pellegrino (Barcellona Pozzo di Gotto) |

|            |           |  |
| Recoba 72’ | Marcatori |  |

| Arbitro: | De Santis (Tivoli) |

|  |           |            |
|  | Marcatori | 5’ Maniero |

| Arbitro: | Farina (Novi Ligure) |

|               |           |                |
| Valtolina 89’ | Marcatori | 45’, 49’ Otero |

| Arbitro: | Messina (Bergamo) |

|                          |           |                        |
| Zalayeta 50’ Tonetto 71’ | Marcatori | 73’ (rig.), 95’ Recoba |

| Arbitro: | De Santis (Tivoli) |

|                                     |           |                    |
| Volpi 1’ Frey 4’ (aut.) Maniero 19’ | Marcatori | 52’ (rig.) Ronaldo |

| Arbitro: | Borriello (Mantova) |

|                                    |           |                       |
| Conte 12’ F. Inzaghi 45’ Henry 85’ | Marcatori | 63’ Pedone 90’ Recoba |

### Coppa Italia
| Cagliari 9 settembre 1998, ore 20:30 Sedicesimi di finale - Andata | Cagliari            | 0 – 0 | Venezia | Stadio Sant'Elia (12.000 spett.)\| Arbitro: \| Ceccarini (Livorno) \| |
| Arbitro:                                                           | Ceccarini (Livorno) |       |         |                                                                       |

| Arbitro: | Collina (Viareggio) |

|                                  |           |              |
| Carnasciali 39’ Luppi 72’ (rig.) | Marcatori | 35’ De Patre |

| Arbitro: | Cesari (Parma) |

|                |           |                  |
| N. Amoruso 11’ | Marcatori | 73’ (rig.) Luppi |

| Arbitro: | Rodomonti (Teramo) |

|                            |           |                                    |
| Tuta 87’ Luppi 107’ (rig.) | Marcatori | 88’ (rig.) Fonseca 109’ C. Ferrara |

## Statistiche

### Statistiche di squadra
| Competizione | Punti | Totale | Totale | Totale | Totale | Totale | Totale | DR |
| Competizione | Punti | G      | V      | N      | P      | Gf     | Gs     | DR |
| ------------ | ----- | ------ | ------ | ------ | ------ | ------ | ------ | -- |
| Serie A      | 42    | 34     | 11     | 9      | 14     | 38     | 45     | -7 |
| Coppa Italia | '     | 4      | 1      | 2      | 1      | 5      | 4      | +1 |
| Totale       |       | 38     | 12     | 11     | 15     | 43     | 49     | -6 |